# ایردموسی
ایردموسی یا اردیموسی شهری در شهرستان سرعین در استان اردبیل است. این شهر مرکز بخش سبلان است و در دهستان سبلان واقع گردیده است. در سرشماری سال ۱۳۸۵ جمعیت آن ۷۲۵ نفر در ۱۵۸ خانوار بوده که در بخش سرعین سابق شهرستان اردبیل بوده است. سرشماری زیر در سال ۱۳۹۰ تعداد ۷۸۹ نفر در ۲۴۹ خانوار بود که تا آن زمان این بخش از شهرستان جدا شده و به شهرستان سرعین تبدیل شده بود. آخرین سرشماری در سال ۱۳۹۵ جمعیت ۸۱۶ نفر در ۲۷۹ خانوار را نشان می‌دهد. این بزرگ‌ترین روستا در بخش روستایی آن بود. ایردموسی در تاریخ سه‌شنبه ۱۷ بهمن ۱۳۹۶ تبدیل به شهر شد.

## اماکن گردشگری
شهر ایردموسی دارای طبیعت زیبا و دیدنی است که هر ساله مسافران و گردشگران زیادی را به خود جذب می‌کند. همین‌طور آبگرم معدنی جناقه هم یکی از جاذبه‌های این شهر است. این شهر چشمه‌های آب معدنی شرب زیادی دارد که از آنها می‌توان به: نباتعلی بلاغی (چشمهٔ نباتعلی)، مسجد بلاغی (چشمهٔ مسجد) و سرعین بلاغی (چشمهٔ سرعین) اشاره کرد.
همچنین این شهر زیستگاه حیواناتی مانند مار، گرگ، خرگوش، روباه، عقاب و… است. در ۷ کیلومتری سرعین در ۱۴ کیلومتری شهر اردبیل قرار دارد.

## جمعیت
بر اساس سرشماری عمومی نفوس و مسکن سال ۱۳۹۵، جمعیت این شهر ۸۱۶ نفر با ۲۷۹ خانوار بوده است.
مردم این ناحیه بسیار مهمان نواز هستند و عموماً به زبان آذری تکلم می‌کنند

## منابع

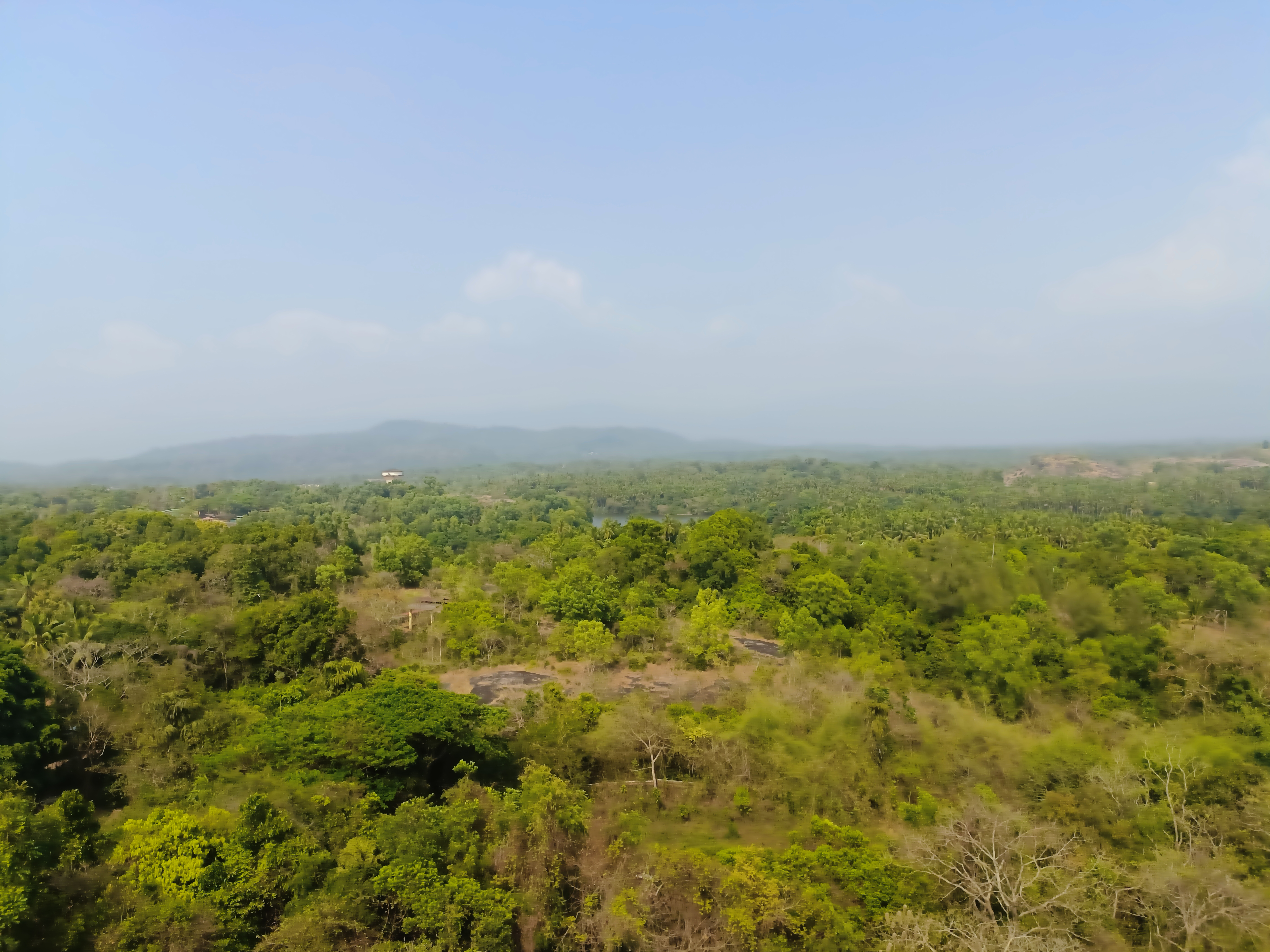
طبیعت زیبای ایردموسی